# Ken Griffin
Kenneth W. "Ken" Griffin (28 de diciembre de 1909 – 11 de marzo de 1956) fue un organista estadounidense.

## Biografía
Griffin nació en Columbia (Misuri). Su mayor éxito fue "You Can't Be True, Dear" (1948), que inicialmente fue lanzado como instrumental, posteriormente se le agregó la voz de Jerry Wayne en la grabación. Ambas versions ganaron popularidad vendiendo más de 3.5 millones de copias.
Protagonizó entre 1954 y 1955 el programa de televisión 67 Melody Lane. Grabó en varias companies discográficas, incluyendo Columbia Records y Rondo.
En la década de 1940 en Aurora (Illinois), Griffin entró en el ambiente de los centros nocturnos al tocar en el Rivoli Cafe por la noches. Las sesiones del Rivoli cafe fueron transmitidas por la estación de radio, WMRO, ganando popularidad. Griffin falleció el 11 de marzo de 1956 en Chicago, Illinoisa   a los 46 años de edad de un infarto agudo de miocardio. Fue sepultado en el Lincoln Memorial Park en Aurora. Columbia Records tenía muchas horas de música del organista grabadas en cinta pero no lanzadas por lo que continuo sacando muchos temas “nuevos” de Griffin en años posteriores a su muerte.

## Discografía parcial
- Anniversary Songs Columbia 12" LP CL-586/CS-8781*
- Skating Time Columbia 12" Lp CL-610 (Also available on 10" LP)
- Lost In A Cloud Columbia 12" LP CL-662
- The Music of Irving Berlin Columbia 10" LP CL-6120
- Christmas Carols Columbia 10" LP CL-6130
- Hawaiian Serenade Columbia 10" LP CL-6206
- When Irish Eyes Are Smiling Columbia 10" LP CL-6245
- Latin Americana Columbia 10" LP CL-6263
- Cruising Down The River Columbia 12" LP CL-761/CS-9042*
- Hymns Of America Columbia 10" LP CL-6298
- You Can't Be True, Dear Columbia 12" LP CL-907/CS-8790*
- Moonlight And Roses Columbia 12" LP CL-1207/CS-8848*
- 67 Melody Lane Columbia 12" LP CL-724
- Greatest Hits Columbia 12" LP CL-2717/CS-9517*
- Sentimental Serenade Harmony (Columbia) 12" LP HL-7384/HS-11184*
- Ken Griffin at the Wurlitzer Organ Philips 10" LP B 07755 R*
- Great Organ Favorites Harmony/Columbia 12" LP H 31028
- At The Great Organ Rondo-lette 12" LP A30
- The Sparkling Touch Columbia 12" LP CL 1709
- To Each His Own Columbia 12" LP CL 1599
- On The Happy Side Columbia 12" LP CL 1518
- Hawaiian Magic Columbia 12" LP CL 1062
- Plays Romantic Waltzes Columbia 12" LP CL 1365
- Love Letters In The Sand Columbia 12" LP CL 1039
- Let's Have a Party (And Everybody Sing) Columbia 12" LP CL 1127
- Ebb Tide Columbia 12" HS-11226
- The Fabulous Ken Griffin Harmony Columbia 12" HS 11184